# Tymoteusz Puchacz
Tymoteusz Puchacz, född 23 januari 1999, är en polsk fotbollsspelare som spelar för Union Berlin.

## Karriär
2017 flyttades han upp till Lech Poznańs A-lag. Puchacz debuterade i Ekstraklasa den 7 maj 2017 i en 3-0 vinst borta mot Termalica, där han blev inbytt i den 80:e minuten mot Mihai Răduț.
Puchacz blev uttagen till Polens trupp i EM i fotboll 2024 men fick ingen speltid i turneringen.